# La doppia voce
La doppia voce (The Double Tongue) è l'ultimo romanzo di William Golding, pubblicato postumo nel 1995. 
Il romanzo è la storia di una sacerdotessa di Apollo, Arieka, una delle ultime rimaste a Delfi, negli anni in cui l'impero romano stava facendo sentire la sua presenza nelle città greche. Semplice figlia di un signore locale, si salva dal disprezzo e dall'incuria della famiglia grazie al suo ruolo a Delfi. La sua attitudine verso il dio e la sua fede in lui, espresso ambiguamente, sembra muoversi parallelamente al declino del dio stesso. 
La rappresentazione che Golding fa della narratrice (calpestata e oppressa, ma comunque indipendente) mostra il suo intraprendere una nuova direzione al termine della sua vita, seppur nel contesto della fascinazione per i Greci e la Grecia, che lo accompagnò per tutta la vita.

## Storia editoriale
Nel giugno 1993, al momento della sua morte improvvisa, Golding stava lavorando a questo romanzo da sei mesi, ne aveva realizzato due stesure preliminari, dattiloscritte personalmente, senza mostrarle a nessuno, e stava per cominciarne una terza, con l'intenzione di consegnare il romanzo all'editore quell'autunno.
Il titolo The Double Tongue è stato scelto dai curatori editoriali tra i diversi appuntati dall'autore sulle due stesure e nel proprio diario.

## Edizioni
- William Golding, La doppia voce, traduzione di Mario Biondi, Corbaccio, 1996, ISBN 88-7972-198-4.